# Autobusna linija br. 115 u Zagrebu
Linija 115 (Ljubljanica – Špansko – Jankomir) dnevna je autobusna linija u Zagrebu.
Prometuje na trasi: Ljubljanica – Zagrebačka avenija – Ulica Gustava Krkleca – Ulica Antuna Šoljana – Psihijatrijska bolnica Jankomir
Povezuje Psihijatrijsku bolnicu Jankomir i Špansko s Ljubljanicom gdje se ostvaruje presjedanje na tramvaje 3, 9 i 12.

## Povijest
Linija 115 produžena je od Španskog do Jankomira 30. studenog 2016.

## Vanjske poveznice
- Vozni red linije 115